# Campionati mondiali di tiro al bersaglio mobile 1973
I campionati mondiali di tiro 1973 furono la quarta edizione dei campionati mondiali di questo sport e si disputarono a Melbourne.

## Risultati

### Uomini

#### Bersaglio mobile
| Evento              | Oro                                                                           | Oro       | Argento                                                             | Argento   | Bronzo                                                              | Bronzo    |
| Evento              | Atleta                                                                        | Risultato | Atleta                                                              | Risultato | Atleta                                                              | Risultato |
| 50m                 | Alexandr Kediarov                                                             | 567       | Valeri Postoyanov                                                   | 567       | Helmut Bellingrodt                                                  | 566       |
| 50m a squadre       | Unione Sovietica A. Dedirov Aleksandr Gazov Jakov Železnjak Valeri Postoyanov | 1496      | Svezia Goete Gaard Karl Karlsson Per-Anders Lingman Martin Nordfors | 1458      | Stati Uniti Clifford Davis Arlie Jones Louis Theimer Edmund Moeller | 1450      |
| Misto 50m           | Valeri Postoyanov                                                             | 383       | Alexandr Kediarov                                                   | 382       | Helmut Bellingrodt                                                  | 378       |
| Misto 50m a squadre | Unione Sovietica P. Ilych Alexandr Kediarov Jakov Železnjak M. Jogi           | 1512      | Svezia Goete Gaard Karl Karlsson Per-Anders Lingman Martin Nordfors | 1476      | Stati Uniti Clifford Davis Arlie Jones Louis Theimer Edmund Moeller | 1443      |

## Medagliere
Nazione ospitante
| Posiz. | Nazione          | Oro | Argento | Bronzo | Totale |
| ------ | ---------------- | --- | ------- | ------ | ------ |
| 1      | Unione Sovietica | 4   | 2       | 0      | 6      |
| 2      | Svezia           | 0   | 2       | 0      | 2      |
| 3      | Stati Uniti      | 0   | 0       | 2      | 2      |
| 3      | Colombia         | 0   | 0       | 2      | 2      |